# Badminton na Igrzyskach Azjatyckich 1986
Zawody badmintona na igrzyskach Azjatyckich 1986 rozegrano w Seulu w dniach 27 września - 4 października, na terenie "Olympic Gymnastics Arena".

## Tabela medalowa
| Poz.  | Państwo          |   |   |    | Łącznie |
| ----- | ---------------- | - | - | -- | ------- |
| 1.    | Chiny            | 4 | 4 | 3  | 11      |
| 2.    | Korea Południowa | 3 | 2 | 5  | 10      |
| 3.    | Japonia          | 0 | 1 | 1  | 2       |
| 4.    | Indonezja        | 0 | 0 | 4  | 4       |
| 5.    | Indie            | 0 | 0 | 1  | 1       |
| Razem | Razem            | 7 | 7 | 14 | 28      |

## Wyniki
| Konkurencja             | |                                                                                                | |
| ----------------------- | --- | ---------------------------------------------------------------------------------------------- | --- |
| Gra pojedyncza mężczyzn | Zhao Jianhua | Yang Yang                                                                                      | Sung Han-kuk                                                                                                   |
| Gra pojedyncza mężczyzn | Zhao Jianhua | Yang Yang                                                                                      | Park Sung-bae                                                                                                  |
| Gra podwójna mężczyzn   | Park Joo-bong Kim Moon-soo                                                                                      | Li Yongbo Tian Bingyi                                                                          | Ding Qiqing Chen Kang                                                                                          |
| Gra podwójna mężczyzn   | Park Joo-bong Kim Moon-soo                                                                                      | Li Yongbo Tian Bingyi                                                                          | Liem Swie King Bobby Ertanto                                                                                   |
| Gra pojedyncza kobiet   | Han Aiping | Li Lingwei                                                                                     | Hwang Hye-young                                                                                                |
| Gra pojedyncza kobiet   | Han Aiping | Li Lingwei                                                                                     | Kim Yun-ja |
| Gra podwójna kobiet     | Guan Weizhen Lin Ying                                                                                           | Yoo Sang-hee Kim Yun-ja                                                                        | Rosiana Tendean Imelda Wiguna                                                                                  |
| Gra podwójna kobiet     | Guan Weizhen Lin Ying                                                                                           | Yoo Sang-hee Kim Yun-ja                                                                        | Kimiko Jinnai Sumiko Kitada                                                                                    |
| Gra mieszana            | Park Joo-bong Chung Myung-hee                                                                                   | Lee Deuk-choon Chung So-young                                                                  | Jiang Guoliang Lin Ying                                                                                        |
| Gra mieszana            | Park Joo-bong Chung Myung-hee                                                                                   | Lee Deuk-choon Chung So-young                                                                  | Xiong Guobao Qian Ping                                                                                         |
| Drużynowo - mężczyźni   | Choi Byung-hak Kim Chang-kook Kim Joong-su Kim Moon-soo Lee Deuk-choon Park Joo-bong Park Sung-bae Sung Han-kuk | Chen Kang Ding Qiqing Jiang Guoliang Li Yongbo Tian Bingyi Xiong Guobao Yang Yang Zhao Jianhua | Bobby Ertanto Christian Hadinata Eddy Hartono Eddy Kurniawan Liem Swie King Lius Pongoh Icuk Sugiarto Hadibowo |
| Drużynowo - mężczyźni   | Choi Byung-hak Kim Chang-kook Kim Joong-su Kim Moon-soo Lee Deuk-choon Park Joo-bong Park Sung-bae Sung Han-kuk | Chen Kang Ding Qiqing Jiang Guoliang Li Yongbo Tian Bingyi Xiong Guobao Yang Yang Zhao Jianhua | Leroy D’sa Vimal Kumar Ravi Kunte Sanat Misra Syed Modi Prakash Padukone Uday Pawar                            |
| Drużynowo - kobiety     | Gu Jiaming Guan Weizhen Han Aiping Li Lingwei Lin Ying Qian Ping Wu Jianqiu Zheng Yuli                          | Kimiko Jinnai Sumiko Kitada Harumi Kohara Hisako Takamine Atsuko Tokuda Yoshiko Yonekura       | Verawaty Fajrin Sarwendah Kusumawardhani Elizabeth Latief Ivanna Lie Rosiana Tendean Imelda Wiguna             |
| Drużynowo - kobiety     | Gu Jiaming Guan Weizhen Han Aiping Li Lingwei Lin Ying Qian Ping Wu Jianqiu Zheng Yuli                          | Kimiko Jinnai Sumiko Kitada Harumi Kohara Hisako Takamine Atsuko Tokuda Yoshiko Yonekura       | Chung Myung-hee Chung So-young Hwang Hye-young Kang Haeng-suk Kim Ho-ja Kim Yun-ja Lee Myung-hee Yoo Sang-hee  |